# 萩山教嚴
萩山 教嚴（はぎやま きょうごん、1932年3月20日 - 2015年10月13日）は、日本の政治家。自由民主党所属の元衆議院議員（6期）。伊吹派所属。
長男の萩山峰人は氷見市議会議員（2003年の富山県議選に立候補し落選）。

## 略歴
- 1932年：石川県羽咋郡北志雄村（現・宝達志水町）の寺院の次男として生まれる。
- 1953年：石川県立羽咋高等学校卒業
- 1957年：立命館大学法学部卒業、衆議院議員・正力松太郎の秘書（ - 1969年）
- 1971年：富山県議会議員（2期、- 1979年）
- 1979年：第35回衆議院議員総選挙で落選（富山2区）
- 1980年：第36回衆議院議員総選挙で落選
- 1983年：第37回衆議院議員総選挙で落選
- 1986年：第38回衆議院議員総選挙で落選
- 1990年：第39回衆議院議員総選挙に片岡清一の後継者として出馬し、初当選[1]。
- 1993年：第40回衆議院議員総選挙で再選。
- 1994年：村山内閣で大蔵政務次官（ - 1995年）
- 1996年：第41回衆議院議員総選挙では、小選挙区比例代表並立制の導入により、比例北陸信越ブロックに単独立候補し、当選（第42回、第43回も同様）。
- 1997年：自民党副幹事長（ - 1999年、2001年1月 - 4月、2002年-）
- 2000年：大蔵委員会委員長（ - 2001年）
- 2001年：第1次小泉内閣にて防衛庁副長官（ - 2002年）
- 2002年：司法制度調査会副会長、外交調査会副会長
- 2003年：勲二等旭日重光章受章
- 2005年：第44回衆議院議員総選挙で、いわゆる「刺客」として自身初の小選挙区（富山3区）候補を経験。綿貫民輔国民新党代表に敗北し比例復活で再選、6期目。
- 2006年：党人事委員会委員長に就任。
- 2009年：第45回衆議院議員総選挙に出馬せず、政界を引退。
- 2010年：銀杯一組（第3号）を賜る[2]。
- 2015年10月13日：虚血性心不全のため死去。83歳没[3]。叙従三位。[4]

## 議会活動
- 自由民主党政務調査会建設部会長を務めた建設・道路族議員であり、北陸新幹線の早期開業、能越自動車道や国道160号の4車線化、新湊大橋の整備などに尽力した。

### 「産む機械」発言への対応
- 2007年2月1日、衆議院予算委員会にて厚生労働大臣柳澤伯夫に対する質問の際、萩山は柳澤の「産む機械」発言に関し、柳澤の家族は女性ばかりであることを指摘するとともに、発言の文脈の一部だけ取り出して批判されることに同情している旨を発言している。また、質問の冒頭では、内閣総理大臣安倍晋三の父安倍晋太郎と若き日の萩山との思い出が語られ、議場の笑いを誘った[5][6]。

## 所属していた団体・議員連盟
- 日韓議員連盟
- 新憲法制定議員同盟

## その他
- 本籍地は、富山県氷見市桑ノ院[7]。
- 日中国会議員書画展へ書画を提供している[8]。
- 羽咋高校時代には相撲部に所属し高等学校相撲金沢大会で団体優勝を経験した。全国の大学の相撲部から誘いがあったが、同じ石川県出身の衆議院議員・小川半次からの誘いが決め手となり、小川の母校である立命館大学への進学を決めた。
- 正力松太郎が読売新聞社主だった時代は、読売新聞の社員として秘書課に勤務していた。